# 肯尼·卡尔
肯尼思·艾伦·卡尔（英語：Kenneth Alan Carr，1955年8月15日—），美国NBA联盟前职业篮球运动员。他在1977年的NBA选秀中第1轮第6顺位被洛杉矶湖人选中。